# Jerry Booth
Jerry Booth là một cầu thủ bóng đá người Anh thi đấu ở vị trí tiền vệ chạy cánh. Ông thi đấu một trận ở Football League cho Burnley năm 1903.